# Takuya Nakase
Takuya Nakase (中瀬 卓也?, Nakase Takuya; Ōtsu, 19 novembre 1982) è un ginnasta giapponese vincitore della medaglia d'argento ad Pechino 2008 nel concorso a squadre.

## Palmarès
- Giochi olimpici estivi

Pechino 2008: argento nel concorso a squadre.
- Campionati mondiali di ginnastica artistica

2007 - Stoccarda: argento nel concorso a squadre.